# Aeolus (Farmsum)
De Aeolus is een korenmolen in het dorp Farmsum vlak bij Delfzijl. De naam Aeolus verwijst naar de windgod uit de Griekse en Romeinse mythologie.
De oorspronkelijke Aeolus was een koren- en pelmolen aan de noordkant van Farmsum, aan de zuidzijde van het Eemskanaal. De molen werd in 1811 gebouwd en was tot in de jaren zestig van de twintigste eeuw in gebruik. De molen raakte in ernstig verval en na enkele halve restauraties bleef een gehavende en incomplete molen over. De gemeente Delfzijl besloot de molen naar de Borgshof aan de zuidkant van het dorp te verplaatsen. Toen de houten bovenbouw geplaatst zou worden op de nieuw gemetselde onderbouw aan de Borgshof knakte de hijskraan en hierbij viel het bovenachtkant te pletter op de grond. Naderhand werd een vrijwel nieuw achtkant gemaakt. De pelstenen, die in 1972 naar De Jonge Hendrik in Den Andel waren gegaan, keerden niet weer terug. De molen is vanaf 1978 enkele malen per week in bedrijf dankzij vrijwillige molenaars.
De molen Aeolus is een van de weinige bouwwerken in de omgeving van Delfzijl die het beleg van Delfzijl (1813-1814) overleefd hebben.